# Нунапітчук (Аляска)
Нунапітчук (англ. Nunapitchuk) — місто (англ. city) в США, в окрузі Бетел штату Аляска. Населення — 594 особи (2020).

## Географія
Нунапітчук розташований за координатами 60°52′49″ пн. ш. 162°27′37″ зх. д. / 60.88028° пн. ш. 162.46028° зх. д. (60.880266, -162.460278).  За даними Бюро перепису населення США в 2010 році місто мало площу 21,90 км², з яких 19,31 км² — суходіл та 2,59 км² — водойми. В 2017 році площа становила 20,61 км², з яких 18,09 км² — суходіл та 2,51 км² — водойми.

## Демографія
Згідно з переписом 2010 року, у місті мешкало 496 осіб у 124 домогосподарствах у складі 98 родин. Густота населення становила 23 особи/км².  Було 132 помешкання (6/км²).
Расовий склад населення:
| - 95,8 % — корінних американців - 2,4 % — білих |

До двох чи більше рас належало 1,8 %. Частка іспаномовних становила 0,0 % від усіх жителів.
За віковим діапазоном населення розподілялося таким чином: 40,9 % — особи молодші 18 років, 53,3 % — особи у віці 18—64 років, 5,8 % — особи у віці 65 років та старші. Медіана віку мешканця становила 22,9 року. На 100 осіб жіночої статі у місті припадало 115,7 чоловіків;  на 100 жінок у віці від 18 років та старших — 112,3 чоловіків також старших 18 років.
Середній дохід на одне домашнє господарство  становив 46 101 долар США (медіана — 35 833), а середній дохід на одну сім'ю — 44 919 доларів (медіана — 40 000). Медіана доходів становила 20 000 доларів для чоловіків та 17 083 долари для жінок. За межею бідності перебувало 43,9 % осіб, у тому числі 51,4 % дітей у віці до 18 років та 8,0 % осіб у віці 65 років та старших.
Цивільне працевлаштоване населення становило 161 особа. Основні галузі зайнятості: освіта, охорона здоров'я та соціальна допомога — 34,2 %, публічна адміністрація — 28,6 %, роздрібна торгівля — 18,6 %.